# Цемарор
Цемарор — река в России, протекает в Тляратинском районе Республики Дагестан. Длина реки составляет 24 км. Площадь водосборного бассейна — 226 км².
Начинается вблизи перевала Усмаркал, течёт в юго-западном направлении через сёла Тлянада и Колоб. Устье реки находится в 147 км по правому берегу реки Джурмут.
Основные притоки — Колоросоль и Педжиасаб, впадают слева.

## Данные водного реестра
По данным государственного водного реестра России относится к Западно-Каспийскому бассейновому округу, водохозяйственный участок реки — Сулак от истока до Чиркейского гидроузла. Речной бассейн реки — Терек.
Код объекта в государственном водном реестре — 07030000112109300000773.